# STS-77
STS-77 foi uma missão da NASA realizada pelo ônibus espacial Endeavour, lançado em 19 de Maio de 1996.

## Tripulação
| Posição                  | Astronauta      |
| ------------------------ | --------------- |
| Comandante               | John Casper     |
| Piloto                   | Curtis Brown    |
| Especialista de missão 1 | Daniel Bursch   |
| Especialista de missão 2 | Mario Runco Jr. |
| Especialista de missão 3 | Andrew Thomas   |
| Especialista de missão 4 | Marc Garneau    |

## Parâmetros da missão
- Massa:12,233 Kg de carga
- Perigeu: 278 Km
- Apogeu: 387 Km
- Inclinação: 39.0°
- Período: 90.1 min